# Корнеліс Еліза Бертус Бремекамп
Корнеліс Еліза Бертус Бремекамп (англ. Cornelis Eliza Bertus Bremekamp; 7 лютого 1888, Дордрехт — 21 грудня 1984) — нідерландський ботанік.
Він отримав освіту в Утрехтському університеті, подорожував як ботанічний дослідник по Індонезії та Південній Африці. У Південній Африці він співпрацював із німецьким ботаніком Герольдом Швайккердтом (1903—1977).
З 1924 по 1931 рік Бремекамп був професором у Трансваальському університетському коледжі у Преторії, де він проводив дослідження роду Pavetta. У цей період часу він збирав рослини на півночі Трансваалю, у Родезії і Мозамбіку. У 1931 році він повернувся у Нідерланди. Протягом 45 років Бремекамп працював у Ботанічному музеї та гербарії в Утрехті, де спеціалізувався на дослідженнях видів з родин Маренові та Акантові.
Рід Bremekampia родини Акантові та вид Toddaliopsis bremekampii родини Рутові були названі на його честь.

## Окремі наукові праці
- «A revision of the South African species of Pavetta», 1929
- Sciaphyllum, genus novum Acanthacearum, 1940
- «Materials for a monograph of the Strobilanthinae (Acanthaceae)», 1944
- «Notes on the Acanthaceae of Java», 1948
- «A preliminary survey of the Ruelliinae (Acanthaceae) of the Malay Archipelago and New Guinea», 1948
- «The African species of Oldenlandia L Sensu Hiern et K. Schumann», 1952
- «A revision of the Malaysian Nelsonieae (Scrophulariaceae)», 1955
- «The Thunbergia species of the Malesian area», 1955[6].